# Mieszko de Siewierz
Mieszko de Siewierz (hongrois : Piast Meskó) (né vers 1300 – † en 1344 avant le 9 aout), fut duc de Siewierz entre 1312 et 1328, simplement titulaire du titre à partir de 1315, évêque de Nitra (de) entre 1328 et 1334 puis évêque de Veszprém de 1334 à sa mort.

## Biographie
Mieszko est le 5e fils du duc Casimir de Bytom et de son épouse Hélène. Comme cadet, Mieszko est destiné à l'Église dès son enfance. Toutefois à la mort de son père en 1312 il reçoit comme ses autres frères un domaine, la cité de Siewierz, bien qu'il poursuive sa carrière ecclésiastique et qu'en 1313 ils rejoignent les Chevaliers Hospitaliers.
Deux ans plus tard en 1315 Mieszko, et son frère ainé Boleslas gagnent la Hongrie, à la demande de leur sœur la reine Marie seconde épouse du roi Charles Robert de Hongrie. Peu après son arrivée, Mieszko est nommé Prieur de l'Ordre de Saint-Jean de Jérusalem pour la Hongrie; toutefois trois ans après en 1318 il renonce à cette dignité à la demande expresse du Pape.
Après avoir résigner sa charge de Prieur, Mieszko reste un fidèle partisan de son frère l'archevêque de Gran Boleslas, qui en contrepartie de sa fidélité en 1328, obtient pour lui le siège épiscopal de Nitra (de) en Haute-Hongrie l'actuelle Slovaquie en dépit de la forte opposition du Chapitre de chanoines local qui luttait contre le népotisme royal . Le soutien apporté par les princes Piast au roi Charles Robert de Hongrie et à sa quatrième épouse Élisabeth de Pologne, permet de clore le conflit en faveur de Mieszko, qui doit cependant pour assumer pleinement la charge de son évêché renoncer à son duché polonais de Siewierz au profit de son frère Ladislas de Bytom.
Le gouvernement de Mieszko dans son diocèse de Nitra n'est pas facile. Malgré les problèmes qu'il rencontre son action permet de développer l'importance du siège épiscopal et il décide même la construction d'une nouvelle cathédrale qui ne sera achevée qu'en 1355 après sa mort. En 1334, après dix ans de conflit quasi permanent avec son Chapitre, Mieszko est nommé évêque de Veszprém cette fois avec le consentement du Pape et de la noblesse locale. À cette époque il occupe également la fonction de chancelier de la reine Élisabeth de Hongrie qui était certainement intervenu en sa faveur pour son élection comme évêque ce qui lui procure des revenus importants. Mieszko reçoit de la Chancellerie Royale une somme de 500 fines par an sur ordre de la souveraine. Pendant les dernières années de sa vie, Mieszko maintient une étroite coopération avec les souverains de la Maison capétienne d'Anjou-Hongrie. En 1342 il participe ou couronnement du nouveau roi Louis, fils de ses bienfaiteurs qui lui maintient sa confiance. Mieszko meurt en 1344 et il est inhumé dans sa cathédrale de Veszprém.

## Sources
- (en) Cet article est partiellement ou en totalité issu de l’article de Wikipédia en anglais intitulé « Mieszko of Bytom » (voir la liste des auteurs), édition du 8 septembre 2014.
- (en) & (de) Peter Truhart, Regents of Nations, K. G Saur Münich, 1984-1988 (ISBN 359810491X), Art. « Beuthen (poln. Bytom) », p.  2.448.
- (de) Europaïsche Stammtafeln Vittorio Klostermann, Gmbh, Francfort-sur-le-Main, 2004  (ISBN 3465032926),  Die Herzoge von Oppeln bis 1313, von Beuthen und Kosel †1354/55 Stammes der Piasten Volume III Tafel 15.
- (de) Historische Kommission für Schlesien (Hrsg.): Geschichte Schlesiens, Bd. 1, Sigmaringen, 1988,  (ISBN 3-7995-6341-5), S. 145 und 149.
- (cs) Rudolf Žáček: Dějiny Slezska v datech. Praha 2004,  (ISBN 80-7277-172-8), S. 414 und 506.